# 涌井徹
涌井 徹（わくい とおる、1948年9月21日 - ）は、日本の篤農家・実業家・元政治活動家。株式会社ジャパン・パックライス秋田・株式会社大潟村あきたこまち生産者協会代表取締役。

## 人物
1948年（昭和23年）9月21日、新潟県十日町市吉田の農家に生まれる。1966年、新潟県立十日町高等学校を卒業。1967年、新潟県立農業教育センターを卒業、就農。1970年、21歳のときに家族とともに秋田県大潟村に入植。1987年、大潟村あきたこまち生産者協会を設立。2013年（平成25年）11月11日に、東日本コメ産業生産者連合会を設立する。2014年（平成26年）11月17日、コメネピュレが「フード・アクション・ニッポン・アワード2014」最優秀賞を受賞。2016年8月2日、株式会社みらい共創ファーム秋田を設立する。2021年7月21日、秋田県初の無菌包装米飯工場が本格稼働2023年11月、ジャパン・パックライス男鹿設立。
2025年〈令和7年〉6月5日、コメ増産へ機構制度 農相・知事に提言書送付。7月4日、日本農業再生機構の設置を提言。

## 出演番組
- 日経スペシャル カンブリア宮殿 もうひとつの農協を作れ！ "ヤミ米屋"と呼ばれた男が仕掛ける農業維新！！（2014年10月30日、テレビ東京）[16]
- クローズアップ現代（2013年11月28日）[17]

## 著書
- 『農業は有望ビジネスである!―新たな高付加価値産業になる時代』（著者:涌井徹）（2007年1月26日、東洋経済新報社）ISBN 978-4492780282
- 『大地を起こし、農を興す』（著者:涌井徹、編者:秋田魁新報社）（2023年11月30日、秋田魁新報社）ISBN 9784870204355

## 関連記事
- 日本経済新聞[18]
- 独立・起業ならドリームゲート[19]
- 事業構想 [20]
- 新・公民連携最前線[21]
- 外部有識者提出資料[22]
- キャリコネニュース[23]